# Lazialità
Lazialità è un bimestrale calcistico dedicato interamente alla Società Sportiva Lazio. In passato è stata anche la rivista ufficiale del club biancoceleste.

## Panoramica
Il periodico, fondato nell'autunno del 1985 dal giornalista e conduttore radiofonico-televisivo Guido De Angelis, raccoglie informazioni e novità sulla squadra biancoceleste. Nato come rivista, Lazialità per poco tempo, venne distribuito gratuitamente sotto forma di tabloid, prima di ogni partita casalinga della Lazio. Ritornata ad essere una rivista mensile, nel 1994, con il consenso dell'allora presidente laziale Dino Zoff, Lazialità diventa rivista ufficiale del club biancoceleste. Ora, la rivista, diventata nel frattempo un bimestrale, tratta argomenti riguardanti storie della società capitolina, che affronta anche le vicende delle altre sezioni della Polisportiva S.S. Lazio.
Da anni Lazialità in TV trasmette tutti i Lunedì alle 21:00 in diretta e dal 4 settembre 2023 dall'emittente locale romana Lazio TV.

## Contributori
Opinionisti che esprimono nelle varie rubriche i propri punti di vista sono Mauro Mazza, Clemente J. Mimun, Enrico Montesano e lo storico team-manager della squadra capitolina Maurizio Manzini. Talvolta scrivono per il magazine anche l'attore e doppiatore Pino Insegno, i giornalisti Giuseppe Cruciani e Franco Recanatesi, oltre all'ex direttore del Corriere dello Sport - Stadio ed attuale editorialista de La Repubblica, nonché appassionato biancoceleste, Alessandro Vocalelli.

## Rubriche
Sono numerose le rubriche dedicate ai fatti di casa biancoceleste, come quella intitolata "Premio Lazialità", in cui sono citate alcune celebrità e non che testimoniano e raccontano la loro fede laziale; altra rubrica è quella dedicata ai risultati ed alle gesta degli atleti delle varie sezioni della Polisportiva, oppure quella intitolata "Gente laziale", nella quale sono riportate le e-mail ed i messaggi inviati alla redazione dai tanti sostenitori della squadra della Capitale.

## Allegati
Alla rivista viene allegato un poster dedicato ad un calciatore in particolare, mentre all'inizio della stagione sportiva viene incluso quello con la rosa ufficiale al completo, mentre a fine ed inizio anno, con i numeri di dicembre e gennaio, Lazialità offre anche un calendario con speciali inserti.